# Stadttheater Karlsbad

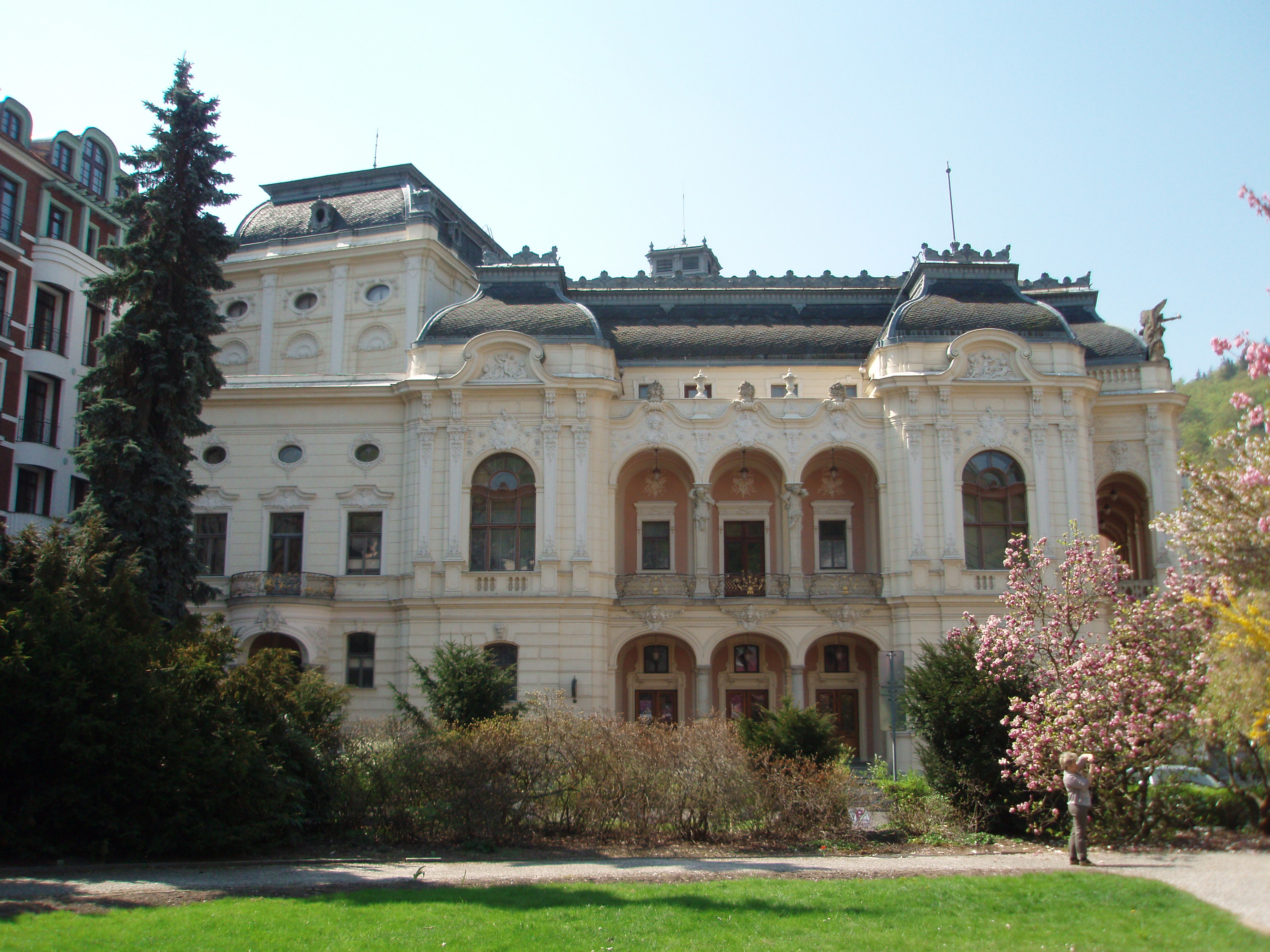
Stadttheater Karlsbad, 2011

Das Stadttheater Karlsbad (Tschechisch: Městské divadlo) ist ein Bau im Stil des Neuen Rokoko des bekannten Wiener Büros Fellner & Helmer.

## Geschichte
An der Stelle des heutigen Baus befand sich früher ein Theater, das am 22. Juli 1788 mit Mozarts Figaros Hochzeit eröffnet wurde. Im Jahr 1870 beschloss der Stadtrat, dass ein neues Theater gebaut werden sollte. Nach langer Diskussion über einen geeigneten Bauplatz wurde der Bau erst 1876 ausgeschrieben. Die Stadt wandte sich 1883 direkt an das Büro Fellner & Helmer. Im Juli 1885 wurde die Dekoration bei der Wiener Firma Brioschi-Burghardt-Kautsky in Auftrag gegeben, aber das Theater wurde erst im folgenden Jahr vollständig fertiggestellt. Am 15. Mai 1886 wurde das Theater eröffnet, ebenfalls mit Mozarts Oper Die Hochzeit des Figaro.  Von Anfang an trug das Theater den deutschen Namen Stadttheater.
Bei der Renovierung 1929 wurde der „Königsbalkon“ um eine weitere Reihe erweitert und das Geländer mit der Logenbrüstung vereinigt. Die sieben mittleren Logen der ersten Reihe wurden durch ein Balkon-Amphitheater ersetzt.
Infolge der Tschechisierung der Region 1945 wurde der Name Stadttheater zu Městské divadlo. Die erste tschechische Aufführung fand am 25. September 1945 statt. 1958 wurde das Theater nach Vítězslav Nezval benannt, später wieder Stadttheater. Im Jahr 1948 wurde die Bühne erweitert, in den 1950er Jahren wurden die Gemälde restauriert. Eine umfangreichere Rekonstruktion wurde im September 1976 in Angriff genommen, jedoch nicht wie ursprünglich geplant ausgeführt. Zwischen 1994 und 1999 wurde der Bau restauriert.

## Bauwerk
Das Theater ist ein freistehendes Gebäude im Stil des Neuen Rokoko an der Ecke der Straße Nová louka, dort, wo diese auf den Theaterplatz trifft. Aus der fünfachsigen Hauptfassade tritt ein dreiachsiger Risalit deutlich hervor. Im Erdgeschoss befinden sich drei breite Portale und zwei schmalere Seiteneingänge, die in einen ursprünglich offenen Vorraum führen. In ähnlicher Weise öffnet sich die im Obergeschoss gelegene Loggia, an deren Pfeiler sich Pilaster mit phantasievollen Kapitellen anschließen, die denen ionischer Säulen ähneln. Im Entlastungsbogen im Mittelbereich ist eine Kartusche mit dem Karlsbader Wappen angebracht. Der mittlere Eingang ist mit einer dekorativen, deutlich hervortretenden, geschmiedeten Markise überdacht. Vor den Ecken des Eingangsrisalits stehen Greifenfiguren, die sich jeweils an eine Kartusche mit dem Gemeindewappen anlehnen. Die Spitzen der Ecken werden von Statuen geflügelter Musen bekrönt. Eine von ihnen hebt ein Tamburin, die andere hält eine Fackel. Der Gestalter der Skulpturen war Theodor Friedl, ein Mitarbeiter von Fellner-Helmer.
Der Bau des Zuschauerraums ist fünfachsig, wobei die äußeren Achsen im Grundriss leicht vorspringen und von Giebeln mit gewellten Konturen gekrönt sind. Die inneren Achsen werden durch den Vorraum im Erdgeschoss und die Loggia im Obergeschoss definiert. Die Loggia befindet sich hinter einer dreifachen Arkade, deren Bögen im Erdgeschoss von toskanischen Säulen und im Obergeschoss von Hermen getragen werden. Der Bühnenbau ist dreiachsig, wobei die Mittelachse durch einen ovalen Vorraum verläuft, dessen vorderer Teil, der aus der Fassade herausragt, als Baldachin erscheint.

## Innengestaltung
Das Foyer mit unregelmäßigem sechseckigem Grundriss erlaubt den Zugang zum Parkett und zu radial angeordneten Aufgänge zu den Rängen. Das niedrige Gewölbe wird von Satyrhermen getragen. Das Foyer auf Höhe des ersten Rangs ist ähnlich gestaltet. Der Zuschauerraum hat einen breiten U-förmigen Grundriss. An der Decke befinden sich in reichen Stuckrahmen vier Genrebilder von Franz Matsch (Die Jagd, Die Schachpartie) und Gustav Klimt (Das Fest am Tisch, Die Tänzerin). Das Bild über der Bühne von Ernst Klimt zeigt eine Gruppe von musizierenden Amoretten.
Alle drei oben genannten Maler waren an der Herstellung des gemalten Vorhangs beteiligt. Die im ornamentalen Stil des Neurokoko gehaltene Hauptszene zeigt einen Dichter, der von Musen und anderen Figuren umgeben ist. In der linken unteren Ecke sind drei Schwestern der Brüder Klimt in einer Lünette dargestellt, während sich in der Lünette auf der rechten Seite Selbstporträts der drei Maler befinden, die als historische Musiker verkleidet sind. Der Eiserne Vorhang ist so bemalt, dass er die Illusion eines braunen Samtvorhangs erweckt.